# Eucereon carabayana
Eucereon carabayana là một loài bướm đêm thuộc phân họ Arctiinae, họ Erebidae.